# Wilhelm von Horn (Mediziner)
Wilhelm Horn, ab 1865 von Horn (* 17. Februar 1803 in Braunschweig; † 19. Januar 1871 in Berlin) war ein deutscher Mediziner , Medizinalbeamter und ärztlicher Direktor der Berliner Charité.

## Leben
Wilhelm Horn studierte Medizin zunächst an der Friedrich-Alexander-Universität Erlangen und der Ruprecht-Karls-Universität Heidelberg. 1824 wurde er mit Julius von Minutoli und Albin von Wentzky im Corps Saxo-Borussia Heidelberg aktiv. Als Inaktiver wechselte er an die Friedrich-Wilhelms-Universität zu Berlin, die ihn 1827 zum Dr. med. promovierte. Ausgestattet mit einem Reisestipendium besuchte er 1828 das Würzburger Juliusspital, die damalige Universitätsklinik der Stadt, und lernte unter anderem den botanischen Garten auf dem Spitalsgelände, die psychiatrische Abteilung sowie die Medizinprofessoren Johann Lukas Schönlein und Nicolaus Anton Friedreich kennen. Über seine Erfahrungen berichtete er dann 1831 in seiner Reise durch Deutschland […]. Im Jahr 1830 reiste er durch Deutschland, Holland, England, Frankreich und Italien. Im selben Jahr habilitiert, veröffentlichte er seine Reiseerfahrungen in vier Bänden (1831–1833). 1831 war er Kreisphysikus im Kreis Halberstadt. 1840 wurde er Medizinalrat in Erfurt. 1847 wechselte er als Medizinalrat an das Polizeipräsidium Berlin. Er saß im Medizinalkollegium der Provinz Brandenburg. 1851 wurde er Direktor der Charité. Er war Geheimer Medizinalrat und Vortragender Rat im Preußischen Ministerium der geistlichen, Unterrichts- und Medizinalangelegenheiten.
Im Jahre 1839 wurde er in Halberstadt in die Freimaurerloge Zu den drei Hammern aufgenommen. In Berlin gehörte er der Loge Zum flammenden Stern an.

## Familie
Wilhelm Horn war der Sohn des Psychiaters Ernst Horn und der Wilhelmine Horn, geborene Falk; seine Mutter starb wenige Tage nach seiner Geburt. Sein Halbbruder war der Verwaltungsbeamte Karl von Horn und wurde ebenso wie er selbst am 28. Dezember 1865 in den preußischen Adelsstand erhoben. Wilhelm von Horn heiratete Therese Westphal (* 29. August 1808; † 30. April 1891) und wurde Vater des späteren Regierungspräsidenten Karl von Horn.